# Micropeza atripes
Micropeza atripes är en tvåvingeart som beskrevs av Mario Bezzi 1895. Micropeza atripes ingår i släktet Micropeza och familjen skridflugor. Inga underarter finns listade i Catalogue of Life.